# Cyanea buitendijki
Cyanea buitendijki is een schijfkwal uit de familie Cyaneidae. De kwal komt uit het geslacht Cyanea. Cyanea buitendijki werd in 1919 voor het eerst wetenschappelijk beschreven door Stiasny. 